# Richard Reinhard
Richard Reinhard (* 29. April 1846 in Freiburg im Breisgau; † 1. Juni 1920 ebenda) war ein deutscher Verwaltungsjurist und Politiker.

## Leben
Richard Reinhard, Sohn des Mathematiklehrers und Lyzeumsdirektors in Tauberbischofsheim Joseph Reinhard (1809–1879) und der Oberamtmanns- und Hofratstochter Amalie geb. Bauer (1826–1880), studierte 1864–1868  an der Albert-Ludwigs-Universität Freiburg, der Ludwig-Maximilians-Universität München und der Ruprecht-Karls-Universität Heidelberg Rechtswissenschaft. Er wurde im Corps Rhenania Freiburg (1865) und im Corps Franconia München (1866) recipiert. 1868 legte er das 1. Staatsexamen ab. Anschließend war er als Rechtspraktikant in Rastatt tätig. Mach dem 2. Staatsexamen 1871 war er Referendär in Rastatt. 1872 wurde er zum Dr. iur. promoviert und bekam eine Stellung als Sekretär im badischen Innenministerium. 1874 kam er als Amtmann nach Heidelberg. 1877 wurde er zum Amtsvorstand des Bezirksamts Kork, das ab 1881 seinen Sitz in Kehl hatte, ernannt und 1879 zum Oberamtmann befördert. 1890 wechselte er als Amtsvorstand zum Bezirksamt Baden. 1891 wurde er Geheimer Regierungsrat. Von 1893 bis 1896 war er Ministerialrat im badischen Innenministerium und von 1896 bis 1900 Landeskommissär für den  Landeskommissärbezirk Freiburg, die Kreise Freiburg, Lörrach und Offenburg mit Sitz in Freiburg. Von 1900 bis zu seiner Pensionierung 1909 war er Domänendirektor im badischen Staatsministerium sowie von 1901 bis 1909 Staatsrat und Stimmführendes Mitglied des Staatsministeriums. 1901 wurde er zum Geheimen Rat 2. Klasse und 1902 zum Geheimen Rat 1. mit dem Titel Wirklicher Geheimer Rat sowie dem Prädikat Exzellenz ernannt. Reinhard war 1893–1896 und 1900/01 Ständiges Mitglied des badischen Landesversicherungsamts. 1915–1917 gehörte er als 3. Vizepräsident der Ersten Kammer der Badischen Ständeversammlung an.

## Ehrungen
- Ritterkreuz 1. Klasse des Ordens vom Zähringer Löwen, 1885
- Eichenlaub zum Ritterkreuz 1. Klasse des Ordens vom Zähringer Löwen, 1893
- Kommandeurkreuz 2. Klasse des Ordens vom Zähringer Löwen, 1900
- Kommandeurkreuz 1. Klasse des Ordens vom Zähringer Löwen, 1902
- Großkreuz des Ordens vom Zähringer Löwen, 1905
- Eichenlaub zum Großkreuz des Ordens vom Zähringer Löwen, 1906
- Goldene Kette zum Großkreuz des Ordens vom Zähringer Löwen, 1906
- Königlicher Kronen-Orden (Preußen) 3. Klasse, 1891
- Königlicher Kronen-Orden (Preußen) 1. Klasse, 1908
- Ritterkreuz 1. Klasse des Sächsischen Hausordens, 1891
- Ritterkreuz 1. Klasse des Ordens Heinrichs des Löwen, 1892
- Komturkreuz des Großherzogtums Sachsen-Weimar, 1893
- Friedrich-Luisen-Medaille, 1906
- Dr. iur. h. c. der Universität Freiburg, 1911